# Louis Moreau Gottschalk
Louis Moreau Gottschalk, ameriški skladatelj in pianist, * 8. maj 1829, New Orleans, Louisiana, † 18. december 1869, Rio de Janeiro, Brazilija.
Gottschalk je najbolj poznan po svoji virtuozni pianistični igri, s katero je predstavljal svoje romantične kompozicije. Čeprav je obravnavan kot ameriški skladatelj, je večino svoje profesionalne kariere preživel izven meja ZDA.